# En perfekt storm
En perfekt storm: Hur staten, kapitalet och du och jag sänkte världsekonomin (ISBN 9186185039) är en bok om finanskrisen 2008–2009 av Johan Norberg, utgiven den 30 mars 2009 på Hydra förlag. Boken sålde väl de första dagarna. Boken har givits ut i USA av Cato Institute under titeln Financial Fiasco: How America's infatuation with home ownership and easy money created the economic crisis.
I förlagets information om boken förklaras titeln: "En perfekt storm kallas det när en rad väderfenomen som var för sig inte är så dramatiska råkar förstärka varandra till ett katastrofalt oväder. Den globala finanskrisen är en sådan perfekt storm."
Norberg applicerar i boken sin klassiskt liberala eller nyliberala övertygelse på den pågående finanskrisen. I en intervju i Svenska Dagbladet säger Norberg att "den osunda kulturen före finanskrisen hade aldrig uppstått om det inte varit för alla politiska misslyckanden". Han menar att politikerna begick tre stora misstag som orsakade krisen: för låga styrräntor i USA, för lågt värderad kinesisk yuan och politisk inblandning på den amerikanska bolånemarknaden som gav lån till personer med låg kreditvärdighet.

## Mottagande
PJ Anders Linder kallar i Svenska Dagbladet boken "alldeles lysande" och skriver att den innehåller både "nyanser och övertygelse". Barometerns ledare skriver att En perfekt storm är en "klar och intellektuellt hederlig analys av hur felbeslut krockar med felbeslut och skapar en storkris". Ola Tedin tycker i Ystads Allehanda att Norbergs "försök att förklara finanskrisens rötter och dramaturgi ur ett strukturellt perspektiv är intressant och tankeväckande". Anders Billing berömmer i Affärsvärlden Norberg för dennes research, men skriver att boken är "liksom på förhand konstruerad för att bekräfta Norbergs syn på världen: felet är aldrig marknadens".
I Foreign Affairs recenserar Richard Cooper den engelska versionen av boken tillsammans med Nobelpristagaren Paul Krugmans bok om krisen. Han menar att de är "två bra tidiga böcker" om krisen, och noterar i jämförelse med Krugman att "Norberg, a knowledgeable Swede, provides a much more detailed account of the [...] broader events of 2007–9, from the useful perspective of a non-American".
I Financial Times tycker Giles Wilkes att boken i grunden är angelägen: "After reading this book, only a naive reader could argue that extra regulation can fix a boom. [...] Financial Fiasco is good descriptive history and a welcome addition to the literature." Men han menar samtidigt att Norberg är för kritisk mot statliga ingripanden, och menar att det ibland krävs för att rädda marknaden.
Den brittiska tidskriften The Spectator har utnämnt En perfekt storm till en av de bästa böckerna 2009.